# Роловани свињски паумфлек
Роловани свињски паумфлек (дан. rullepølse - "спиралнa кобасица") је типичан и популаран кулинарски специјалитет у Данској, али и у другим земљама света. Према начину припреме спада у један од облика ролованог меса. У неким земљама света овај специјалитет се спрема од јагњећег (у Шведској), овчијег, говеђег или телећег паумфлека.

## Дефиниција
Паумфлек, је реч вероватно немачког порекла која се одомаћила у српском језику,  и означава анатомски део свиње око трбуха, који се састоји од коже, поткожног масног ткива и мишичног ткива. 
Међутим месари у Србији реч паумфлек користи и за анатомски део говечета, јагњета, телета итд.

## Припрема
Роловани свињски паумфлек се спрема од комада свињског паумфлека (дела од трбуха), који се прво заглади и обради на крајевима.
Потом се прокува вода са сољу, шећером и зачинима и поново охлади.  У токо припремљену саламуру  ставља се комад паумфлека, да буде прекривен саламуром и оставља на хладном месту до следећег дана.
Насецкати црни и бели лук и динстајти их у малом лонцу док не постану сјајни и изгубе  оштрину. Нека се ова смеса охлади.
На претходни начин припремљен свињски паумфлек  са кожом или масном страном надоле удра се кухињским чекићем док се не изравна. Распоредите (на горњи начин припремљен црни и бели лук)  по целој површини, а све то прекрити сломљеним црним бибером (у већој количини).
Месо смотати  у ролат и увезати канапом  тако да се месо добро слепи. 
Затим се ролат кува на лаганој температури, без јаког  кључања воде 60 до 90 минута, све док не постане мек и сочан. 
Након кувања ролат се хлади у правоугаоној преси (калупу који треба добро стегнути) како би добио леп облик. 
Након хлађења ролат од 24 часа у фрижидеру ролат се сече на танке кришке, попут хладног меса и сервира са хлебом и прилогом.

## Начин сервирања
Роловани свињски паумфлек се сервира на тањиру као сендвич са кришком данског хлеба (дан. smørrebrød), колутовима сировог лука, уз додатак декорације од краставаца и зелене салате, али и других састојака у зависности од доба године)

## Роловани свињски паумфлек као део данске културе
Роловани свињски паумфлек, сервиран на различите начине у зависности од годишњег доба, толико је популаран кулинарски специјеалит у оовој земљи, да се нашао 2012. године и као мотив на маркама Данске поште.